# Berdorf (kommun)
Kommunen Berdorf (franska: Commune de Berdorf, luxemburgiska: Gemeng Bäerdref, tyska: Gemeinde Berdorf) är en kommun i kantonen Echternach i östra Luxemburg. Kommunen har 1 984 invånare (2022), på en yta av 21,93 km². Den utgörs av huvudorten Berdorf samt orterna Bollendorf-Pont och Weilerbach.